# Truper Blänken
Die Truper Blänken ist ein 492 ha großes Naturschutzgebiet in der niedersächsischen Gemeinde Lilienthal im Landkreis Osterholz.

## Allgemeines
Das Naturschutzgebiet erstreckt sich westlich der Ortschaft Lilienthal und gehört zur Naturräumlichen Region der Watten und Marschen. Es trägt das statistische Kennzeichen „NSG LÜ 179“ und liegt im FFH-Gebiet 33 Untere Wümmeniederung, untere Hammeniederung mit Teufelsmoor, das wiederum vollständig innerhalb des früher ausgewiesenen Landschaftsschutzgebietes gleichen Namens liegt.
Laut der Bezirksregierung Lüneburg erfolgte die Unterschutzstellung „zur Erhaltung und Entwicklung der besonderen Eigenart einer weiten Niederung mit ihren charakteristischen Biotoptypen und Pflanzen- und Tierarten“. Erhalten und entwickelt werden sollen die Stillgewässer und langsam fließenden Gewässer, die Röhrichte und Rieder, die Erlenbruchwälder und die Feuchtgrünlandflächen.
Da der Wörpelauf abgeschnitten ist, erreichen Überflutungen die Blänken nicht mehr. Kurzfristige Überstauungen sind aber durch die Zuflüsse aus den Gräben noch möglich. In den Flutrinnen, die früher von der Wörpe gebildet wurden, haben sich Röhricht und Bruchwald entwickelt. Im Übrigen prägen Gräben und breite Fleete die offene Landschaft. In den landwirtschaftlich nicht genutzten Bereichen finden sich sumpfige Wälder aus Erlen, Weiden und Birken sowie neben Seggenriedern und Schilf-Röhrichten diverse reichblühende Stauden. In den Gräben, Fleeten und Teichen sind Seerosen, Krebsscheren und Wasserfedern vorzufinden, in den feuchteren Gebieten unter anderem auch die Sumpfdotterblume. Der Niedersächsische Landesbetrieb für Wasserwirtschaft, Küsten- und Naturschutz urteilt, die feuchteabhängigen Baumbestände würden mit den Feuchtgrünland- und Gewässerbiotopen eine mosaikartige Struktur bilden. Typische Wiesenvögel wie beispielsweise Brachvögel, Kiebitze und Bekassinen leben in den Grünlandbereichen des Naturschutzgebietes. In den verbuschten Abschnitten sind unter anderen Braunkehlchen, Feldschwirle und Goldammern zu beobachten. An das Wasser gebundene Tiere wie Libellen und Amphibien finden im Naturschutzgebiet ebenso Lebensraum wie eine artenreiche Schmetterlings- und Heuschreckenfauna. Hiervon sind insbesondere die Goldschrecke, die Sumpfschrecke und die Maulwurfsgrille zu erwähnen. Zusammen mit angrenzenden Schutzgebieten haben die Truper Blänken darüber hinaus Bedeutung als Habitat für den Fischotter.

## Beschreibung
Gespeist und durchflossen wurde der See von der aus nordöstlicher Richtung kommenden Alten Wörpe, die wenig später in die Wümme mündete. Im 18. Jahrhundert erfolgte die Abtrennung der Alten Wörpe vom dann durch den Ortskern Lilienthals gelegten heutigen Unterlauf des Flusses. Ab den 1930er Jahren ermöglichten der Ausbau der Weser, der Bau von Schöpfwerken sowie zahlreiche weitere umfangreiche Meliorationsmaßnahmen die sukzessive Trockenlegung der Truper Blänken. Diese war schließlich in den 1960er Jahren abgeschlossen.
Seither wurden große Flächenanteile in landwirtschaftliche Nutzung genommen. Bis auf einige wenige Stillwasserbereiche sind keine größeren offenen Wasserstellen mehr vorhanden. Das Gebiet unterscheidet sich heutzutage vor allem durch seine unregelmäßige Struktur und ein vergleichsweise dünnes Entwässerungsgräben-Netz von seiner unmittelbaren Umgebung. Darüber hinaus befinden sich dort einige kleine Waldflächen – ein äußerst rares Landschaftsbild im ansonsten flachen und baumlosen Schwemmland.

## Der See
Die Truper Blänken (veraltet auch Trüper Blenken) war ein großer Flachwassersee im östlichen Teil der Marschwiesen des St. Jürgenslandes im deutschen Bundesland Niedersachsen, der zeitweise eine Ausdehnung von über 100 Hektar besaß. Er lag nördlich der Wümmemäander und des bremischen Blocklandes in den Gemarkungen Lilienthal und St. Jürgen der Gemeinde Lilienthal im heutigen Landkreis Osterholz.

## Historische Karten

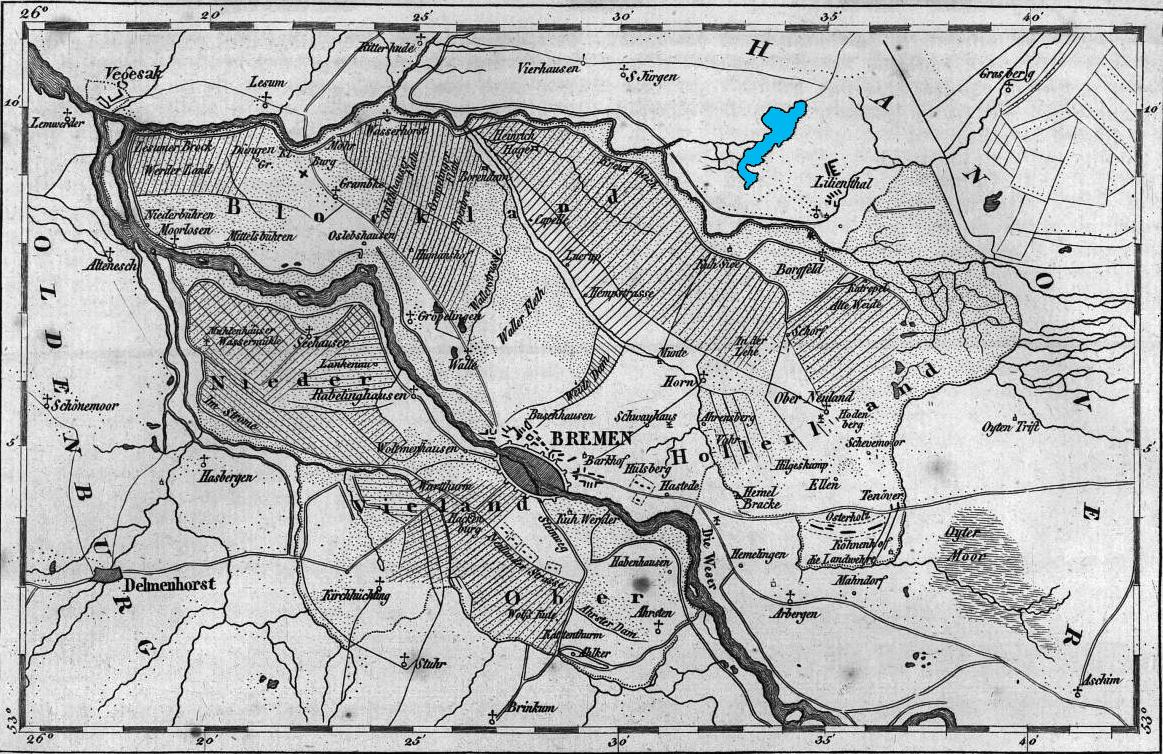
Der See (zur Hervorhebung blau nachkoloriert) um 1837. Deutlich zu erkennen ist nordöstlich von ihm der abgetrennte Zufluss Alte Wörpe.
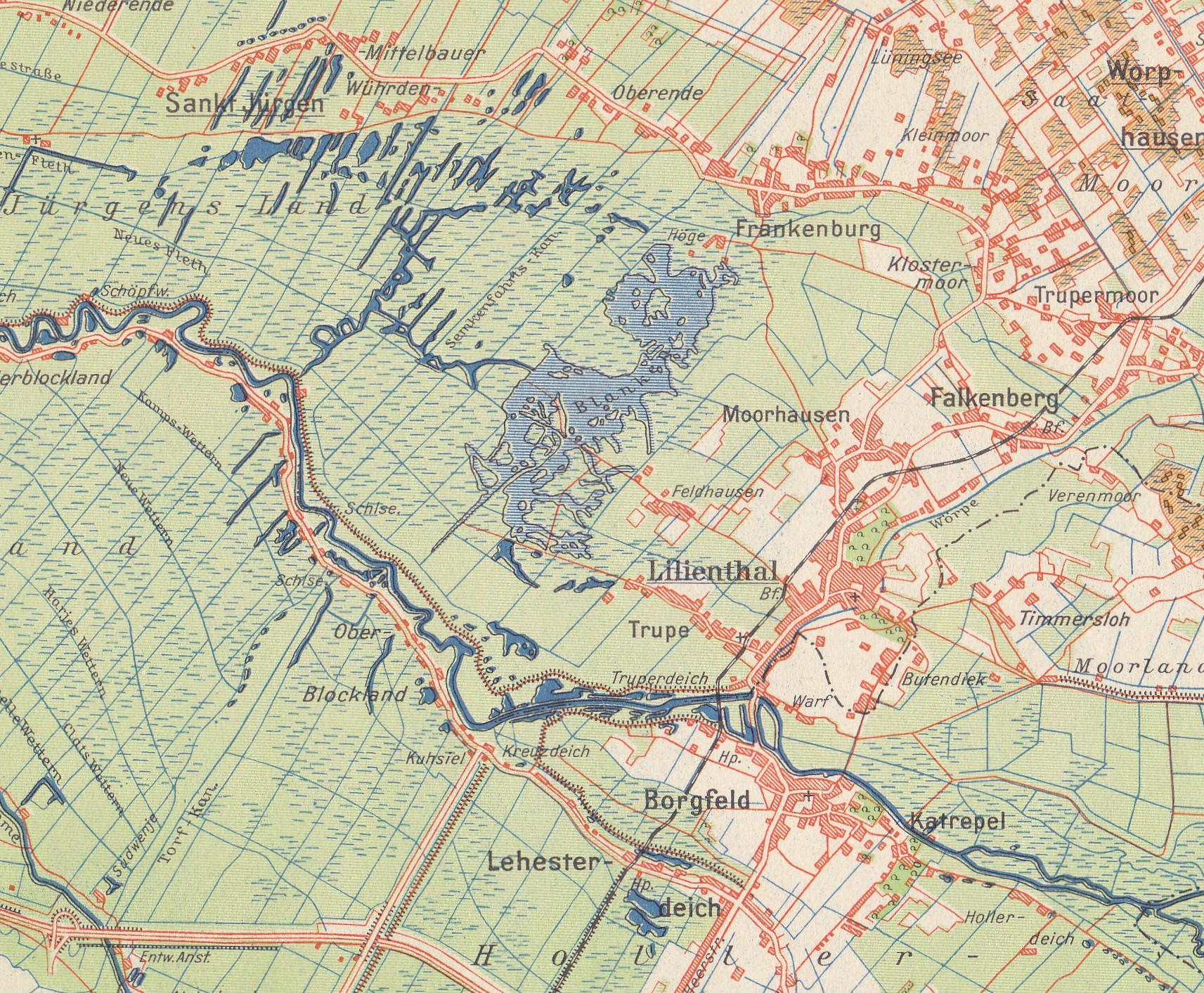
Der See in den 1940er-Jahren